# بویراحمدی
بویراحمدی از بزرگترین ایل‌های لر و از ایل‌های لر جنوبی ساکن کهگیلویه و بویراحمد ، بوشهر و فارس می‌باشد. این ایل از ایل‌های لر بزرگ هستند. سکونتگاه این ایل منطقه‌ای حدود ۲۵۰۰ مایل مربع از کهگیلویه و بویراحمد تا استان فارس و کوه پایه‌های دنا را در بر می‌گیرد.

## خاستگاه
در میان بویراحمدی‌ها یکی از گمان‌ها این است که ایشان بازماندگان ایرانیان اولیه ساکن در فارس باشند، به گفته شهاب الدین العمری طوایفی از لرها در برای جنگ به سوریه و مصر به فرستاده شدند، اما صلاح الدین ایوبی از چالاکی و زبردستی آنها در بالا رفتن از صخره‌های سرسخت به وحشت افتاد و دستور قتل‌عام آنها را صادر کرد.
نام برخی از گروه‌های کوچروی فارس در منابع دوران اسلامی آمده‌است. در سده سوم هجری نام یکی از بزرگان قومی بر منطقه‌ای از زاگرس که اکنون کهگیلویه خوانده می‌شود به یادگار مانده‌است هرچند لزومن مرزهای پسین با مرزهای نخستین آن منطبق نیست. با توجه به تغییرات ساختار سیاسی و قدرت در قرون اولیه اسلامی، شهروندان بومی زاگرس هویت خود را بارها بازتعریف کرده‌اند.
از این رو با نامهای جدیدی چون لر بعنوان یک هویت قومی جدید برای این شهروندان مواجه می‌شویم. درحدودهمین دوران نام خاندان ابرک‌لور را بعنوان پیشقراول این هویت جدید (هویت لری)، در تاریخ کهگیلویه می‌بینیم که همراه با حکومتی کوچک در منطقه، ساختاری سیاسی یافته‌است. در اوایل سده ششم تغییری بزرگ در ساختار سیاسی و قدرت روی می‌دهد که طی آن حکومت محلی این خاندان از بین می‌رود وحکومتی به مراتب بزرگتر در زیر لوای نام اتابکان‌لربزرگ، بوجود می‌آید.

## تقسیمات
هر طایفه بویراحمدی به چند تیره یا تَش تقسیم می‌شود، که بیشتر بر روابط قوم و خویشی استوار و مستحکم است.

## پی‌نوشت
1. ↑  http://www.joshuaproject.net/people-profile.php
2. ↑  http://www.joshuaproject.net/people-profile.php
3. ↑  Reinhold Loeffler, Gernot L. Windfuhr، دانشنامه ایرانیکا.
4. ↑  Reinhold Loeffler, Gernot L. Windfuhr، دانشنامه ایرانیکا.